# Callilepis chakanensis
Callilepis chakanensis är en spindelart som beskrevs av Benoy Krishna Tikader 1982. Callilepis chakanensis ingår i släktet Callilepis och familjen plattbuksspindlar. Inga underarter finns listade.